# Kristian Ipsen
Kristian Ipsen, född den 20 oktober 1992 i Walnut Creek, är en amerikansk simhoppare.
Han tog OS-brons i synkroniserade svikthopp i samband med de olympiska simhoppstävlingarna 2012 i London.